# Arquidiócesis de Sens
La arquidiócesis de Sens (en latín: Archidioecesis Senonensis y en francés: Archidiocèse de Sens-Auxerre) es una circunscripción eclesiástica de la Iglesia católica en Francia. Se trata de una arquidiócesis latina, sufragánea de la arquidiócesis de Dijon. Desde el 13 de marzo de 2024 es sede vacante y su administrador diocesano es el presbítero Joël Rignault. El arzobispo desde el 6 de junio de 1823 tiene además el título de obispo de Auxerre (en latín: Antissiodorensis).

## Territorio y organización

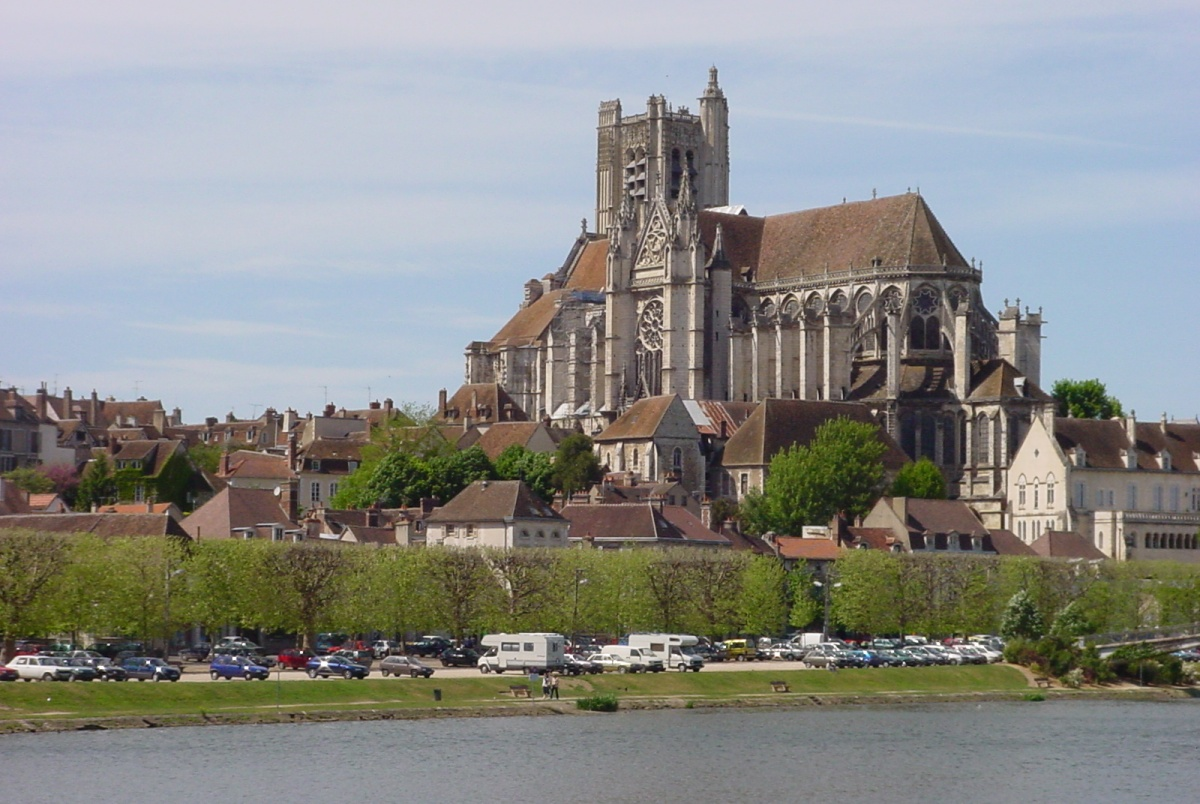
Excatedral de San Esteban, en Auxerre

La arquidiócesis tiene 7427 km² y extiende su jurisdicción sobre los fieles católicos de rito latino residentes en el departamento de Yonne en la región de Borgoña-Franco Condado.

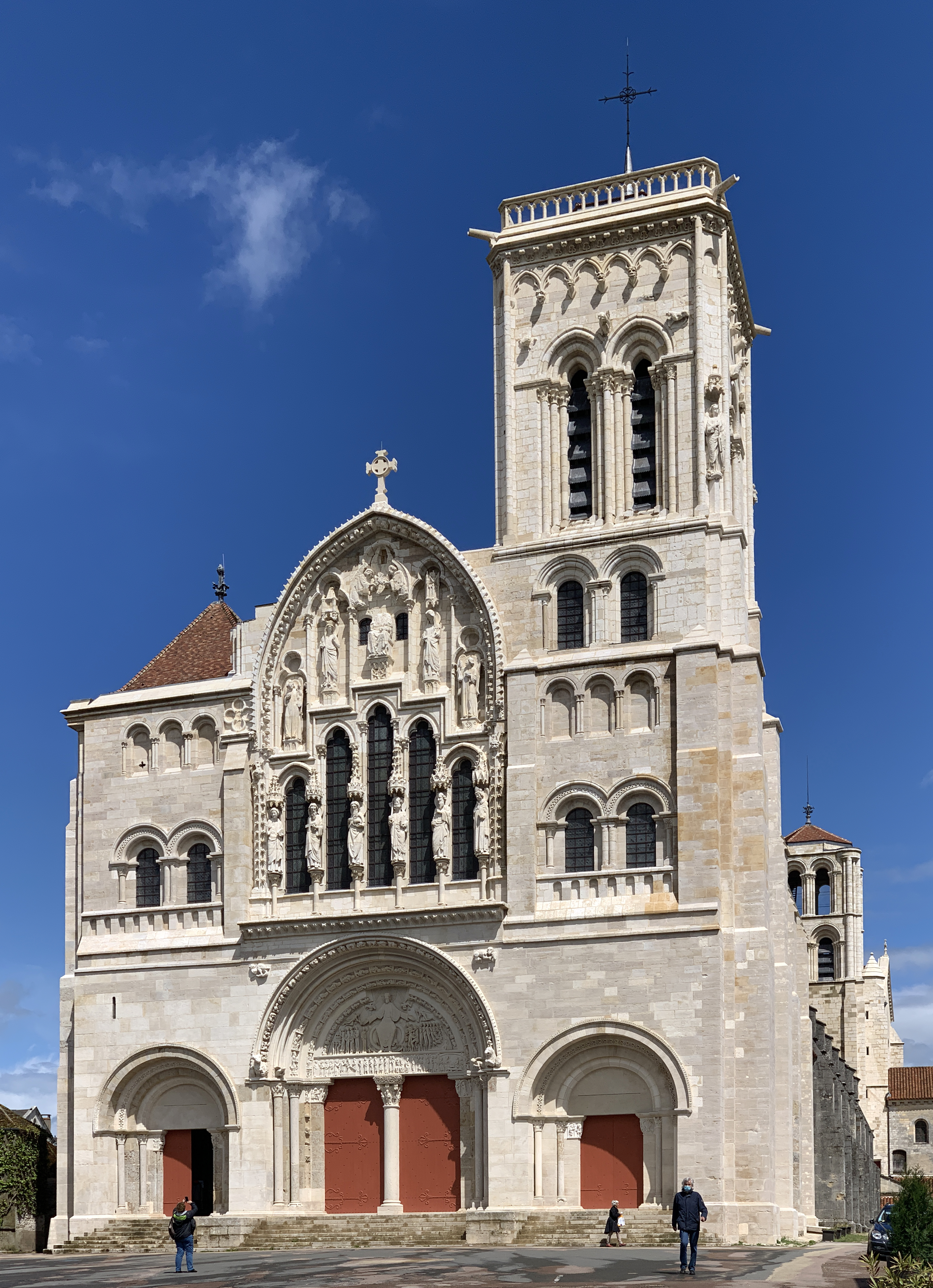
Basílica de Santa María Magdalena, en Vézelay

La sede de la arquidiócesis y la residencia episcopal se encuentran en la ciudad Auxerre, en donde se halla la excatedral de San Esteban, que fue catedral de la diócesis de Auxerre y hoy es una iglesia parroquial. En Sens se encuentra la Catedral de San Esteban y en Vézelay se halla la basílica de Santa María Magdalena. En Pontigny se encuentra la abadía de la Asunción de la Virgen María, que es la catedral de la prelatura territorial de la Misión de Francia y no pertenece a la arquidiócesis.

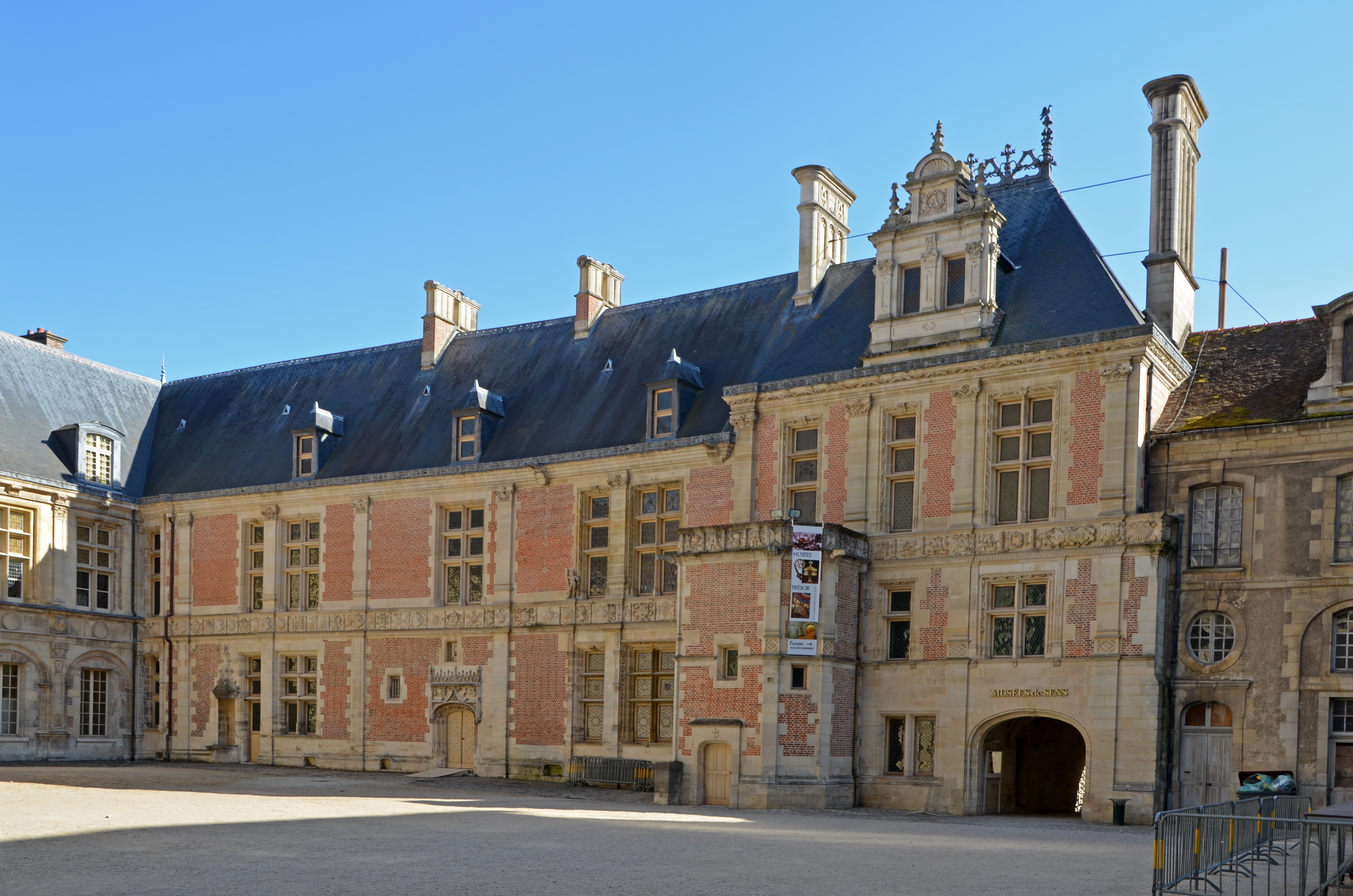
Antiguo palacio episcopal de Sens, fue la sede del arzobispo hasta 1905

En 2022 en la arquidiócesis existían 31 parroquias agrupadas en 7 decanatos.

## Historia

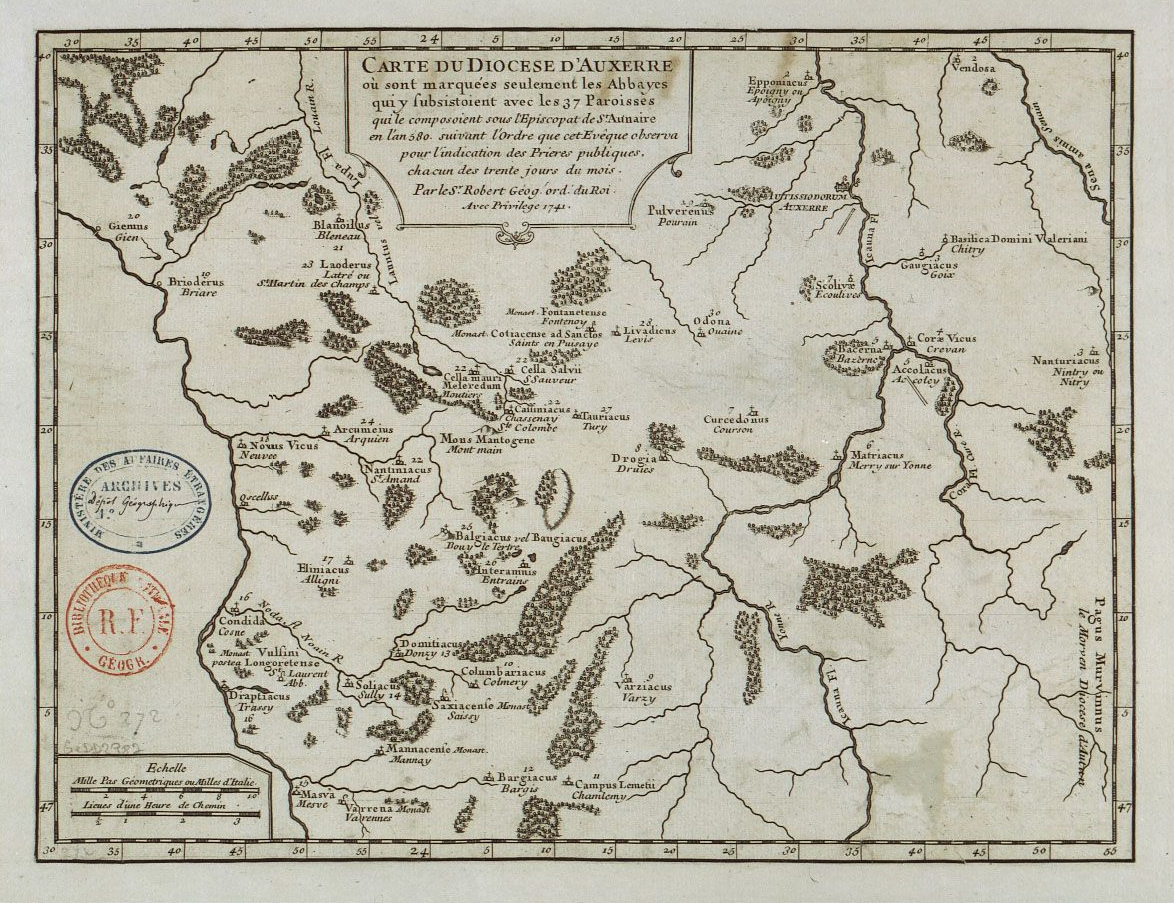
Mapa de la diócesis de Auxerre antes de la Revolución francesa

Según la tradición, la diócesis de Sens se remonta al siglo III. Los primeros evangelizadores de la región habrían sido los santos Saviniano y Potenciano, enviados a la Galia, junto con otros 70 misioneros, por san Pedro. Sin embargo, el hecho de que san Gregorio de Tours o el Martyrologium Hieronymianum, revisado en Autun o Auxerre antes de 600, no mencionen a estos santos mártires, arroja algunas dudas sobre la autenticidad de la tradición. Las reliquias de los dos santos se conservaron en la iglesia de la abadía de Saint-Pierre-le-Vif, justo fuera de los muros de Sens.
Los antiguos catálogos episcopales de Sens, que se remontan, en su parte más remota, a los siglos IX y X, relatan una larga serie de obispos de los que, sin embargo, hasta san Leone (mediados del siglo VI), sólo dos están documentados históricamente: Severino, cuya firma se encuentra en el documento redactado en 346 con el que, en el pseudoconcilio de Colonia, un grupo de obispos hizo suya la decisión del Concilio de Sárdica a favor de san Atanasio; y Agretius, mencionado en un escrito de Sidonio Apolinar alrededor del 475.
Agedincum, ciudad del pueblo celta de los senones, fue una civitas y capital de la Galia Lugdunense (o Senonia), como atestigua la Notitia Galliarum de principios del siglo V. Con la afirmación de la organización eclesiástica, Agedincum se convirtió, además de centro administrativo de la región, en sede metropolitana de la provincia eclesiástica, inspirada en la civil, que incluía las diócesis de Chartres, Auxerre, Meaux, París, Orleans, Nevers y Troyes. Las iniciales de las siete diócesis formaban la palabra Campont, que formaba parte integrante del escudo arzobispal.
En 600 o 601 se celebró el primer concilio de Sens, seguido de otros concilios provinciales en los años 657, 669 o 670, 846, 850, 852, 853, 862, 980, 986, 996, 1048, 1071, 1080, 1140, 1198, 1216, 1224, 1239, 1252, 1253, 1269, 1280, 1315, 1320, 1460 y 1485.
En el Concilio de Letrán de 769, que debía juzgar el caso del antipapa Constantino II, la delegación de obispos de más allá de los Alpes estuvo encabezada por el arzobispo Wilcarius, que firmó los documentos como archiepiscopus Galliarum, arzobispo de la Galia. Esta autoridad de los arzobispos dentro de la Iglesia gala fue sancionada el 2 de enero de 876, cuando el papa Juan VIII concedió a Ansegisus de Fontenelle el título de vicario apostólico en la Galia y Alemania, título que tenía un valor similar al de primado.
Desde septiembre de 1163 hasta abril de 1165, Sens se convirtió en la residencia del papa Alejandro III. A partir de esta fecha se inició un lento declive, que vería a Sens sucumbir a la rivalidad por la primacía que lo había enfrentado a Lyon desde el siglo IX y a París, que siguió siendo sufragánea de Sens hasta 1622, a pesar de su mayor peso político.
El siglo XII se caracteriza por la lucha por salvaguardar la ortodoxia católica de las herejías: el arzobispo Henri Sanglier, tras el concilio de 1140, condenó algunas de las proposiciones de Abelardo. En la última década del siglo el arzobispo Michel de Corbeil combatió la herejía de los poplicanos, una secta de inspiración maniquea, condenada en el concilio de 1198.
En 1622, con la erección de la provincia eclesiástica de la arquidiócesis de París, la metrópolis de Sens perdió, además de París, las sedes de Chartres, Orleans y Méaux.
Antes de la Revolución francesa, la arquidiócesis incluía 774 parroquias, agrupadas en 5 arcedianatos con 13 decanatos rurales. Los arcedianos eran: Sens, Gatinais, Melun, Provins y Etampes. Además, en el territorio arquidiocesano existían 19 abadías masculinas y 7 femeninas, y 15 colegiatas.
Con la Constitución Civil del Clero, la arquidiócesis quedó reducida al rango de simple diócesis. Fue suprimida tras el concordato de 1801 con la bula Qui Christi Domini del papa Pío VII del 29 de noviembre de 1801 y su territorio fue incorporado al de la diócesis de Troyes. El título arzobispal de Sens fue otorgado honoríficamente a los arzobispos de París.
Con el concordato de 1817 se restableció la arquidiócesis de Sens con jurisdicción sobre los distritos de Sens y Joigny; pero esta decisión no fue promulgada por el Parlamento de París. La arquidiócesis fue restablecida efectivamente el 6 de octubre de 1822 con la bula Paternae charitatis del papa Pío VII. El territorio que había pertenecido a la diócesis de Auxerre fue incorporado a la arquidiócesis restaurada. A la nueva provincia eclesiástica pertenecían las diócesis de Troyes, Nevers y Moulins.
El 6 de junio de 1823, con el breve Antissioderensi ecclesiae del papa Pío VII, el arzobispo de Sens recibió el título de obispo de Auxerre.
El siglo XIX se caracterizó por un marcado anticlericalismo, tanto es así que ya a mediados del siglo XX la diócesis fue catalogada como tierra de misión y aún hoy el número de bautismos y funerales religiosos es inferior al promedio nacional.
El 15 de agosto de 1954 el papa Pío XII erigió mediante la bula Omnium ecclesiarum la prelatura territorial de la Misión de Francia, cuya catedral se sitúa dentro del territorio de la arquidiócesis, en Pontigny.
A partir de 1973 la residencia arzobispal se trasladó de Sens a Auxerre, la capital del departamento.
En 1984 se llevó a cabo una reorganización territorial de la diócesis que redujo las parroquias de aproximadamente quinientas a ciento dos, agrupándolas en ocho decanatos.
De 1996 a 2024 los arzobispos de Sens fueron también prelados de la Misión de Francia o de Pontigny.
El 8 de diciembre de 2002 la arquidiócesis de Sens perdió su dignidad de iglesia metropolitana y pasó a formar parte de la provincia eclesiástica de la arquidiócesis de Dijon.

## Estadísticas
Según el Anuario Pontificio 2023 la arquidiócesis tenía a fines de 2022 un total de 340 270 fieles bautizados.
| Año                                                                             | Población            | Población | Población      | Sacerdotes | Sacerdotes    | Sacerdotes    | Bautizados por sacerdote | Diáconos permanentes | Religiosos | Religiosos | Parroquias |
| Año                                                                             | Bautizados católicos | Total     | % de católicos | Total      | Clero secular | Clero regular | Bautizados por sacerdote | Diáconos permanentes | Varones    | Mujeres    | Parroquias |
| ------------------------------------------------------------------------------- | -------------------- | --------- | -------------- | ---------- | ------------- | ------------- | ------------------------ | -------------------- | ---------- | ---------- | ---------- |
| 1950                                                                            | 255 000              | 271 000   | 94.1           | 351        | 237           | 114           | 726                      |                      | 161        | 234        | 503        |
| 1969                                                                            | ?                    | 281 350   | ?              | 305        | 210           | 95            | ?                        |                      | 100        | 320        | 120        |
| 1980                                                                            | 201 000              | 303 000   | 66.3           | 160        | 141           | 19            | 1256                     | 1                    | 84         | 280        | 510        |
| 1990                                                                            | 255 000              | 318 000   | 80.2           | 143        | 126           | 17            | 1783                     | 4                    | 66         | 217        | 110        |
| 1999                                                                            | 246 000              | 335 000   | 73.4           | 157        | 100           | 57            | 1566                     | 6                    | 98         | 139        | 108        |
| 2000                                                                            | 240 000              | 331 987   | 72.3           | 151        | 96            | 55            | 1589                     | 6                    | 87         | 155        | 105        |
| 2001                                                                            | 240 000              | 332 566   | 72.2           | 153        | 99            | 54            | 1568                     | 8                    | 86         | 145        | 116        |
| 2002                                                                            | 220 000              | 332 566   | 66.2           | 137        | 91            | 46            | 1605                     | 8                    | 63         | 157        | 105        |
| 2003                                                                            | 200 000              | 332 566   | 60.1           | 146        | 88            | 58            | 1369                     | 13                   | 93         | 147        | 104        |
| 2004                                                                            | 200 000              | 332 566   | 60.1           | 142        | 87            | 55            | 1408                     | 13                   | 112        | 139        | 103        |
| 2010                                                                            | 205 700              | 346 000   | 59.5           | 126        | 68            | 58            | 1632                     | 18                   | 90         | 116        | 102        |
| 2014                                                                            | 209 600              | 342 724   | 61.2           | 97         | 60            | 37            | 2160                     | 20                   | 67         | 98         | 102        |
| 2017                                                                            | 200 000              | 341 902   | 58.5           | 76         | 54            | 22            | 2631                     | 21                   | 57         | 83         | 31         |
| 2020                                                                            | 200 120              | 342 250   | 58.5           | 73         | 50            | 23            | 2741                     | 21                   | 58         | 83         | 31         |
| 2022                                                                            | 200 000              | 340 514   | 58.7           | 63         | 49            | 14            | 3174                     | 18                   | 68         | 68         | 31         |
| Fuente: Catholic-Hierarchy, que a su vez toma los datos del Anuario Pontificio. |                      |           |                |            |               |               |                          |                      |            |            |            |

## Episcopologio
- San Saviniano †
- San Potenziano †
- Leonzio †
- Severino † (mencionado en 346)
- Audacto †
- Eracliano †
- Lunario †
- Simplicio †
- San Ursicino †
- Teodoro †
- Siclino †
- San Ambrogio †
- Agrezio † (mencionado en 475 circa)
- San Eraclio †
- San Paolo †
- San Leone † (antes de 533-después de 538)
- Costituto † (antes de 549-después de 573)
- San Artemio † (antes de 581-después de 585)
- San Lupo I † (antes de 613-después de 614)
- Mederio (Richerio I) † (mencionado en 627)
- Ildegario † (antes de 632-después de 637 o 638)
- Aumberto (Annoberto) †
- Armentario † (antes de 650-después de 654)
- Arnulfo †
- San Emmone † (antes de 660-después de 668)
- Lamberto † (antes de 680-después de 683)
- San Vulfranno † (después de 683-antes de 696 renunció)
- Girico † (mencionado en 696 o 697)
- San Ebbone † (mencionado en 711)
- Merulfo †
- Ardoberto † (mencionado en 744)
- Lupo II † (antes de 757-después de 762)
- Wilcario † (antes de 769-después de 785)[nota 1]
- Godescalco †
- San Gomberto †
- Pietro I †
- Willebaldo †
- Bernardo (Berardo) † (mencionado en 797)
- Ragemberto †
- Magno † (prima di de marzo de 802-después de 817)
- Geremia † (prima di de mayo de 822-7 de diciembre de 828 falleció)
- San Alderico † (6 de junio de 829 consagrado-10 de octubre de 836 falleció)
- Guenilone † (fines de 837-3 de mayo de 865 falleció)
- Egilone † (865 o 866-28 de junio de 870 o 29 de mayo de 871 falleció)[nota 2]
- San Ansegiso † (27 de junio de 871-25 de noviembre de 883 falleció)
- Everardo † (28 de abril de 884 consagrado-1 de febrero de 887 falleció)
- Gualtiero I † (2 de abril de 887 consagrado-19 de noviembre de 923 falleció)
- Gualtiero II † (924-6 de julio de 927 falleció)
- Adaldo † (927-25 de septiembre de 932 falleció)
- Guglielmo, O.S.B. † (fine de 932-14 de agosto de 938 falleció)
- Gerlando, O.S.B. † (938-5 de agosto de 954 falleció)
- Ildemanno, O.S.B. † (12 de septiembre de 954-5 de agosto de 959 falleció)
- Arcimbaldo di Troyes † (959-29 de agosto de 967 falleció)
- San Anastasio † (16 de diciembre de 967 consagrado-8 de enero de 977 falleció)
- Sebino † (10 de enero de 977-17 de octubre de 999 falleció)
- Léotheric † (1000-26 de junio de 1032 falleció)
- Gelduin † (18 de octubre de 1032 consagrado-de octubre de 1049 depuesto)
- Mainard † (noviembre de 1049-12 de marzo de 1062 falleció)
- Richer II † (31 de marzo de 1062 consagrado-27 de diciembre de 1096 falleció)
- Daimbert † (marzo de 1098 consagrado-28 de noviembre de 1122 falleció)
- Henri Sanglier † (1122-10 de enero de 1142 falleció)
- Hugues de Toucy † (1142-3 de febrero de 1168 falleció)
- Guglielmo dalle Bianche Mani † (22 de diciembre de 1168 consagrado-antes del 8 agosto[nota 3] de 1176 nombrado arzobispo de Reims)
- Guy de Noyers † (1176-21 de diciembre de 1193 falleció)
- Michel de Corbeil † (23 de abril de 1194 consagrado-28 de noviembre de 1199 falleció)
- Pierre de Corbeil † (diciembre de 1200-3 de junio de 1222 falleció)
- Gauthier Le Cornu † (1223-20 de abril de 1241 falleció)
  - Sede vacante (1241-1244)
- Gilles Le Cornu † (17 de abril de 1244-febrero de 1254 falleció)
- Henri Le Cornu † (14 de mayo de 1254-21 de octubre de 1257 falleció)
- Guillaume de Brosse I † (2 de agosto de 1258 consagrado-12 de julio de 1267 renunció)
- Pierre de Charny † (1267-16 de agosto de 1274 falleció)
- Pierre d'Anisy † (16 de septiembre de 1274 consagrado-6 de diciembre de 1274 falleció)
- Gilles Cornut † (15 de diciembre de 1274-20 de junio de 1292 falleció)
- Étienne Bécard de Penoul † (julio de 1292-29 de marzo de 1309 falleció)
- Philippe Leportier de Marigny † (23 de abril de 1309-diciembre de 1316 falleció)
- Guillaume de Melun † (8 de febrero de 1317-27 de octubre de 1329 falleció)
- Pierre Roger de Beaufort-Turenne, O.S.B. † (24 de noviembre de 1329-14 de diciembre de 1330 nombrado arzobispo de Ruan, luego electo papa con el nombre de Clemente VI)
- Guillaume de Brosse II † (14 de diciembre de 1330-13 de diciembre de 1338 falleció)
- Philippe de Melun † (15 de febrero de 1339-octubre de 1344 renunció)
- Guillaume de Melun † (3 de diciembre de 1344-3 de mayo de 1376 falleció)
- Ademaro Robert † (14 de mayo de 1376-25 de enero de 1384 falleció)
- Gonthier de Bagneaux † (8 de febrero de 1385-19 de julio de 1385 falleció)
- Guy de Roye † (4 de agosto de 1385-27 de mayo de 1390 nombrado arzobispo de Reims)
- Guillaume de Dormans † (17 de octubre de 1390-2 de octubre de 1405 falleció)
- Jean de Montaigu † (11 de abril de 1407-25 de octubre de 1415 falleció)
  - Sede vacante (1415-1418)
- Henri de Savoisy † (26 de enero de 1418-13 de marzo de 1422 falleció)
- Jean de Nanton, O.S.B. † (26 de junio de 1423-30 de junio de 1432 falleció)
- Louis de Melun † (14 de octubre de 1432-1474 renunció)
- Étienne-Tristan de Salazar † (26 de septiembre de 1474-11 de febrero de 1519 falleció)
- Étienne Poncher † (14 de marzo de 1519-24 de febrero de 1525 falleció)
- Antoine Duprat † (20 de marzo de 1525-9 de julio de 1535 falleció)
- Louis de Bourbon-Vendôme † (13 de agosto de 1535-12 de marzo de 1557 falleció)
  - Jean Bertrand † (5 de julio de 1557-4 de diciembre de 1560 falleció) (administrador apostólico)
- Luigi di Guisa † (9 de mayo de 1561-16 de diciembre de 1562 renunció)
- Nicolas de Pellevé † (16 de diciembre de 1562-10 de mayo de 1591 nombrado arzobispo de Reims)
  - Sede vacante (1591-1602)
- Renaud de Beaune † (29 de abril de 1602-27 de septiembre de 1606 falleció)
- Jacques Davy du Perron † (9 de octubre de 1606-5 de septiembre de 1618 falleció)
- Jean Davy du Perron † (5 de septiembre de 1618 por sucesión-24 de octubre de 1621 falleció)
- Octave de Saint-Lary de Bellegarde † (18 de diciembre de 1623-26 de agosto de 1646 falleció)
- Louis-Henri de Pardaillan de Gondrin † (26 de agosto de 1646 por sucesión-19 de septiembre de 1674 falleció)
- Jean de Montpezat de Carbon † (6 de mayo de 1675-5 de noviembre de 1685 falleció)
  - Sede vacante (1685-1692)
- Hardouin Fortin de la Hoguette † (21 de enero de 1692-28 de noviembre de 1715 falleció)
- Denis-François Bouthillier de Chavigny † (11 de mayo de 1718-9 de noviembre de 1730 falleció)
- Jean-Joseph Languet de Gergy † (9 de abril de 1731-11 de mayo de 1753 falleció)
- Paul d'Albert de Luynes † (26 de noviembre de 1753-21 de enero de 1788 falleció)
- Étienne-Charles de Loménie de Brienne † (10 de marzo de 1788-19 de febrero de 1794 falleció)[nota 4]
  - Sede suprimida (1794-1822)
- Anne-Louis-Henri de La Fare † (1 de octubre de 1817-10 de diciembre de 1829 falleció)[nota 5]
- Jean-Joseph-Marie-Victoire de Cosnac † (5 de julio de 1830-24 de octubre de 1843 falleció)
- Mellon de Jolly † (25 de enero de 1844-18 de marzo de 1867 renunció)
- Victor-Félix Bernadou † (12 de julio de 1867-15 de noviembre de 1891 falleció)
- Pierre-Marie-Etienne-Gustave Ardin † (11 de julio de 1892-21 de noviembre de 1911 falleció)
- Jean-Victor-Emile Chesnelong † (12 de enero de 1912-29 de noviembre de 1931 falleció)
- Maurice Feltin † (16 de agosto de 1932-16 de diciembre de 1935 nombrado arzobispo de Burdeos)
- Frédéric Edouard Camille Lamy † (20 de agosto de 1936-27 de octubre de 1962 renunció[nota 6])
- René-Louis-Marie Stourm † (27 de octubre de 1962-28 de junio de 1977 retirado)
- Eugène-Marie Ernoult † (28 de junio de 1977 por sucesión-21 de diciembre de 1990 renunció)
- Gérard Denis Auguste Defois (21 de diciembre de 1990 por sucesión-4 de septiembre de 1995 nombrado arzobispo de Reims)
- Georges Edmond Robert Gilson (2 de agosto de 1996-31 de diciembre de 2004 retirado)
- Yves François Patenôtre (31 de diciembre de 2004 por sucesión-5 de marzo de 2015 retirado)
- Hervé Giraud (5 de marzo de 2015-13 de marzo de 2024 nombrado arzobispo a título personal de Viviers)